# Nurkovac
Nurkovac falu Horvátországban Pozsega-Szlavónia megyében. Közigazgatásilag Bresztováchoz tartozik.

## Fekvése
Pozsegától 5 km-re nyugatra, községközpontjától 1 km-re keletre, Szlavónia középső részén, a Pozsegai-hegység északi lábánál, a Pozsegát Pakráccal összekötő 38-as számú főút mentén Bresztovác és Zavrsje között fekszik.

## Története
Már a török uralom idején horvát katolikusok lakták. 1698-ban „Murkovczi” néven 6 portával szerepel a török uralom alól felszabadított szlavóniai települések összeírásában.
 Az első katonai felmérés térképén „Dorf Nurkovacz” néven látható. Lipszky János 1808-ban Budán kiadott repertóriumában „Nurkovacz” néven szerepel. Nagy Lajos 1829-ben kiadott művében „Nurkovacz” néven 47 házzal és 316 katolikus vallású lakossal találjuk. 1857-ben 322, 1910-ben 324 lakosa volt. 1910-ben a népszámlálás adatai szerint egy magyar kivételével teljes lakossága horvát anyanyelvű volt. Pozsega vármegye Pozsegai járásának része volt. Az első világháború után 1918-ban az új szerb-horvát-szlovén állam, majd később (1929-ben) Jugoszlávia része lett. 1963-ban kapott elektromos áramot. 1991-ben lakosságának 91%-a horvát, 4%-a szerb nemzetiségű volt. 2011-ben 244 lakosa volt.

## Lakossága
| Lakosság változása | Lakosság változása | Lakosság változása | Lakosság változása | Lakosság változása | Lakosság változása | Lakosság változása | Lakosság változása | Lakosság változása | Lakosság változása | Lakosság változása | Lakosság változása | Lakosság változása | Lakosság változása | Lakosság változása | Lakosság változása |
| ------------------ | ------------------ | ------------------ | ------------------ | ------------------ | ------------------ | ------------------ | ------------------ | ------------------ | ------------------ | ------------------ | ------------------ | ------------------ | ------------------ | ------------------ | ------------------ |
| 1857               | 1869               | 1880               | 1890               | 1900               | 1910               | 1921               | 1931               | 1948               | 1953               | 1961               | 1971               | 1981               | 1991               | 2001               | 2011               |
| 322                | 320                | 257                | 268                | 284                | 324                | 292                | 302                | 256                | 274                | 283                | 232                | 216                | 206                | 245                | 244                |

## Híres emberek
Nurkovacon született 1870. június 15-én Ivan Rafael Rodić horvát ferences szerzetes, prelátus, aki 1924 és 1936 között Belgrád-Szendrő első római katolikus érseke volt.